# Central Goldfields
Central Goldfields är en kommun i Australien. Den ligger i delstaten Victoria, omkring 140 kilometer nordväst om delstatshuvudstaden Melbourne. Antalet invånare var 12 995 vid folkräkningen 2016.
Följande samhällen finns i Central Goldfields:
- Maryborough